# Museu de Zoologia da Universidade de Cambridge
O Museu Universitário de Zoologia é um museu da Universidade de Cambridge e parte da comunidade de pesquisa do Departamento de Zoologia. O Museu abriga uma extensa coleção de material de zoológico de importância científica. As coleções foram designadas, em 1998, pelo Conselho de Museus, Bibliotecas e Arquivos (agora administrado pelo Arts Council England) como de grande importância histórica e internacional. 
O Museu da Zoologia está localizado no New Museums Site , ao norte da Downing Street, no centro de Cambridge , Inglaterra.
No entanto, o local está fechado desde 2014, pois está passando por uma reforma. As concessões das verbas para a restauração foram feitas pelo Heritage Lottery Fund, que contribuiu com 1,8 milhões de libras. A remodelação visa criar exibições e novas interpretações para envolver as pessoas com as maravilhas da diversidade animal. Também está sendo construídas novas seções para cuidar das coleções internacionalmente reconhecidas do museu.
A reinauguração do museu está prevista para o ano que vem (2018). Esse é um dos oito museus do consórcio da Universidade de Cambridge. 

## História do Museu
Grande parte do material do Museu deriva das grandes expedições de coleta do século XIX, que forneceu a primeira documentação da fauna em muitas partes do mundo. As primeiras exposições provêm da coleção anatômica de Harwood, que foi comprada em 1814. O museu adicionou mais coleções, incluindo pássaros de Swainson e animais da Cambridge Philosophical Society , a que o próprio Charles Darwin havia contribuído. 
Os superintendentes passados do museu incluem: William Clark 1817-1866, John Willis Clark 1866-1892, Sidney Frederic Harmer 1892-1908, Reginald Crundall Punnett 1908-1909 e Leonard Doncaster 1909-1914. 
O Museu foi movido para o prédio projetado no propósito atual durante os anos de 1968 e 1970. Cinco setores atualmente abrigam a coleção de espécimes.  